# صفية بنت أبي عبيد
صفية بنت أبي عبيد بن مسعود الثقفية، زوجة عبد الله بن عمر بن الخطاب - م- و أخت المختار بن أبي عبيدة الثقفي وهي إحدى النساء التابعيات الصالحات العابدات. قال عنها العجلي: صفية بنت أبي عبيد تابعية ثقة. وعدها ابن حبان من راويات الحديث الثقات، فقد رأت عمر بن الخطاب- - وروت عنه ولها معه أخبار كما أنها رأت ثلاثاً من أمهات المؤمنين عائشة و حفصة وأم سلمة ن. كما روى عن صفية جماعة من أكابر التابعين وثقاتهم، وممن عرفوا بالعلم والفضل ومنهم: سالم بن عبد الله بن عمر ونافع مولى زوجها وعبد الله بن دينار وغيرهم وقد روى لها الإمام مسلم وأبو داود والنسائي.

## نسبها وسيرتها
هي صفية بنت أبي عبيد بن مسعود بن عمرو بن عمير بن عوف بن عفرة بن عميرة بن عوف بن ثقيف بن مُنبّه بن بكر بن هوازن بن منصور بن عكرمة بن خَصفة بن قيس عيلان بن مضر بن نزار بن معد بن عدنان
كانت صفية مجلة لزوجها ومحبة له. وكان عمر بن الخطاب يقدر زوجة ابنه ويجلها وقد أحسنت صفية تربية أولادها وبناتها ليسيروا على هدى الصلاح. أوردت المصادر أن عبد الله بن عمرو، آخر من توفي بمكة من الصحابة، وكانت وفاته سنة (73 هـ). أما صفية فلا يدرى بالتحديد متى كانت وفاتها وبالتأكيد كانت وفاتها بعد سنة 73 هـ .
وفي صحيح البخاري أن استصرخ عليها (يعني كانت تحتضر، وقد جاء في رواية: وهي في شدة وجع) في حياة زوجها ابن عمر فظاهر هذا أنها مات في حياة زوجها ابن عمر 